# Zikmund Hasištejnský z Lobkovic
Zikmund Hasištejnský z Lobkovic (německy Sigismund Lobkowicz von Hassenstein, † 1546, dle BLKÖ v roce 1534) byl český šlechtic z rodu Hasištejnských z Lobkovic, básník a spisovatel. Pětipsy

## Život
Narodil se jako syn Mikuláše III. Hasištejnského z Lobkovic a jeho manželky Magdaleny z Minic. Byl též synovcem a žákem humanisty a básníka Bohuslava Hasištejnského z Lobkovic (1461–1510) a po jeho smrti jedním z dědiců Hasištejnské knihovny. Měl bratra Mikuláše (IV.).
V mládí se mu dostalo vědeckého vzdělání a byl obratným básníkem píšícím v latině. Jeho verše jsou otištěny ve spisech jeho strýce Bohuslava, které vydal Tomáš Mitis z Limuz.

Byl majitelem panství Pětipsy u Kadaně, které zdědil po smrti Václava Hasištejnského z Lobkovic v roce 1518, jenž panství předtím připojil k Hasištejnu. Zikmund je pak prodal Oplovi z Fictumu. 
Zikmund byl také nějakou dobu rektorem univerzity ve Wittenbergu. V této době nechal pro sebe, Martina Luthera a Philippa Melanchthona převést z Hasištejnské knihovny na 70 (podle jiných pramenů 700) svazků, které do Wittenbergu přepravil Matthäus Aurogallus. Odtud se později dostaly do Chomutova, kde byly zničeny ohněm.
Literární kontakt s iniciátory reformace ve Wittenbergu vedl k jeho přechodu k protestantismu a nedlouho po něm následovali také ostatní členové rodiny hasištejnských Lobkoviců. 
Zikmund Hasištejnský z Lobkovic zemřel v roce 1546 a v dalším pokolení tato vedlejší větev Hasištejnských vyhasla.

### Manželství
Zikmund Hasištejnský z Lobkovic byl ženatý s Bonuší (Benignou) Krabicovou z Veitmile, dcerou Beneše z Veitmile a jeho manželky Bonuše Caltové z Kamenné Hory. Z jejich manželství se narodilo několik dětí, z toho synové:
- Patrokles († 1548)
- Petr († 1554)